# گابریل ملکونیان آلوز
خوسه گابریل ملکونیان آلوز (اسپانیایی: Jose Gabriel Melconian Alvez‎ زادهٔ ۷ ژوئیهٔ ۱۹۸۷) شناگر ارمنی‌تبار اهل اروگوئه است.